# Tatjana Tönsmeyer
Tatjana Tönsmeyer (née en 1968) est une historienne allemande qui étudie les relations Allemagne-Slovaquie et l'histoire de l'Europe centrale. Elle est actuellement professeur à l'Université de Wuppertal,. Son premier livre, Das Dritte Reich und die Slowakai (en allemand :  Das Dritte Reich und die Slowakei 1939–1945. Politischer Alltag zwischen Kooperation und Eigensinn), est basé sur sa thèse de doctorat, tandis qu'Adelige Moderne est basée sur son habilitation. Das Dritte Reich und die Slowakei, qui s'est concentré en particulier sur les « conseillers » allemands envoyés en Slovaquie, a reçu des critiques positives à mitigées ; certains critiques pensaient qu'elle ignorait la récente bourse slovaque au profit d'une bourse allemande datée,,,.